# 縣道198號
縣道198號（水底寮－大武）為一曾經存在過的縣道，西起屏東縣枋寮鄉水底寮，計畫路線東至臺東縣大武鄉，全長共計66.500公里（公路總局資料），僅通車至春日鄉浸水營古道入口。該路線西段為大漢林道，東段以浸水營古道為計畫路線並銜接大武林道，2014年5月1日交通部公告解編該路線。

## 行經行政區域
屏東縣
- 枋寮鄉：水底寮0.0k（台1線岔路）→新開2.845k（縣道185號岔路）→新開社區3.678k（以下稱大漢林道）
- 春日鄉：大漢山5.05k（入山檢查哨）→大漢山10.698k（檢查哨）→舊力里部落→大樹林山→浸水營古道東段入口23.4k（通車終點）

臺東縣
- 達仁鄉：浸水營駐在所遺址...古里巴保山...出水坡...姑仔崙社...姑仔崙吊橋...加羅坂大橋（計劃路線）
- 大武鄉：加羅坂部落(大武林道)→大武66.500k（計劃終點；台9線岔路）

## 沿線風景
- 浸水營古道

## 路線演變
- 1961年編成198線西起知本，東至台東（台東縣政府前），全長15.712公里。
- 1976年原線升格為台11乙線。
- 1983年合併屏138、東48線鄉道編成縣道198號水底寮－大武 ，全長66.500公里，31+900-57+280(25.38)、62+380-66+380(1.300)未開闢。
- 2009年台東段解編，里程縮短為30.994公里，通車終點位於春日鄉浸水營古道入口[4]。
- 2014年5月1日公告解編該路線。

## 相關連結
1. ↑  .   [2022-02-11]. （原始内容存档于2022-02-11）.
2. ↑  .   [2022-02-11]. （原始内容存档于2021-05-15）.
3. ↑  . 中華民國交通部公告發布令. 交路字第1030012794號. 中華民國交通部. 2014-05-01  [2018-09-03]. （原始内容存档于2018-09-03）.
4. ↑  .   [2022-02-11]. （原始内容存档于2022-02-11）.